# (13559) Werth
(13559) Werth ist ein Asteroid des äußeren Hauptgürtels. Er wurde von den deutschen Astronomen Lutz D. Schmadel und Freimut Börngen am 4. September 1992 mit dem Schmidt-Teleskop des Karl-Schwarzschild-Observatoriums (IAU-Code 033) im Tautenburger Wald entdeckt. Sichtungen des Asteroiden hatte es vorher schon gegeben: am 17. September 1976 unter der vorläufigen Bezeichnung 1976 SK10 am argentinischen Felix-Aguilar-Observatorium und am 21. Oktober 1982 (1982 US8) am Krim-Observatorium in Nautschnyj.
Der mittlere Durchmesser des Asteroiden wurde mit 11,312 (±0,126) berechnet.
Die Bahn von (13559) Werth wurde im Jahr 2000 gesichert, so dass eine Nummerierung vergeben werden konnte. Der Asteroid wurde am 24. Juni 2002 auf Vorschlag von Lutz D. Schmadel nach der deutschen Fernsehjournalistin und Autorin Hildegard Werth benannt, die als Wissenschaftsreporterin des ZDF bekannt ist.